# ユーコンオオカミ
ユーコンオオカミ（アラスカオオカミ、学名:Canis lupus pambasileus ）は、ユーコン準州に棲息するオオカミである。

## 分布
カナダユーコン準州、アメリカアラスカ州

## 体格
成獣のオオカミの体重は45 - 54 kg

## 保全
頭数維持のために空中からクマと同様に射殺されている。

## ギャラリー

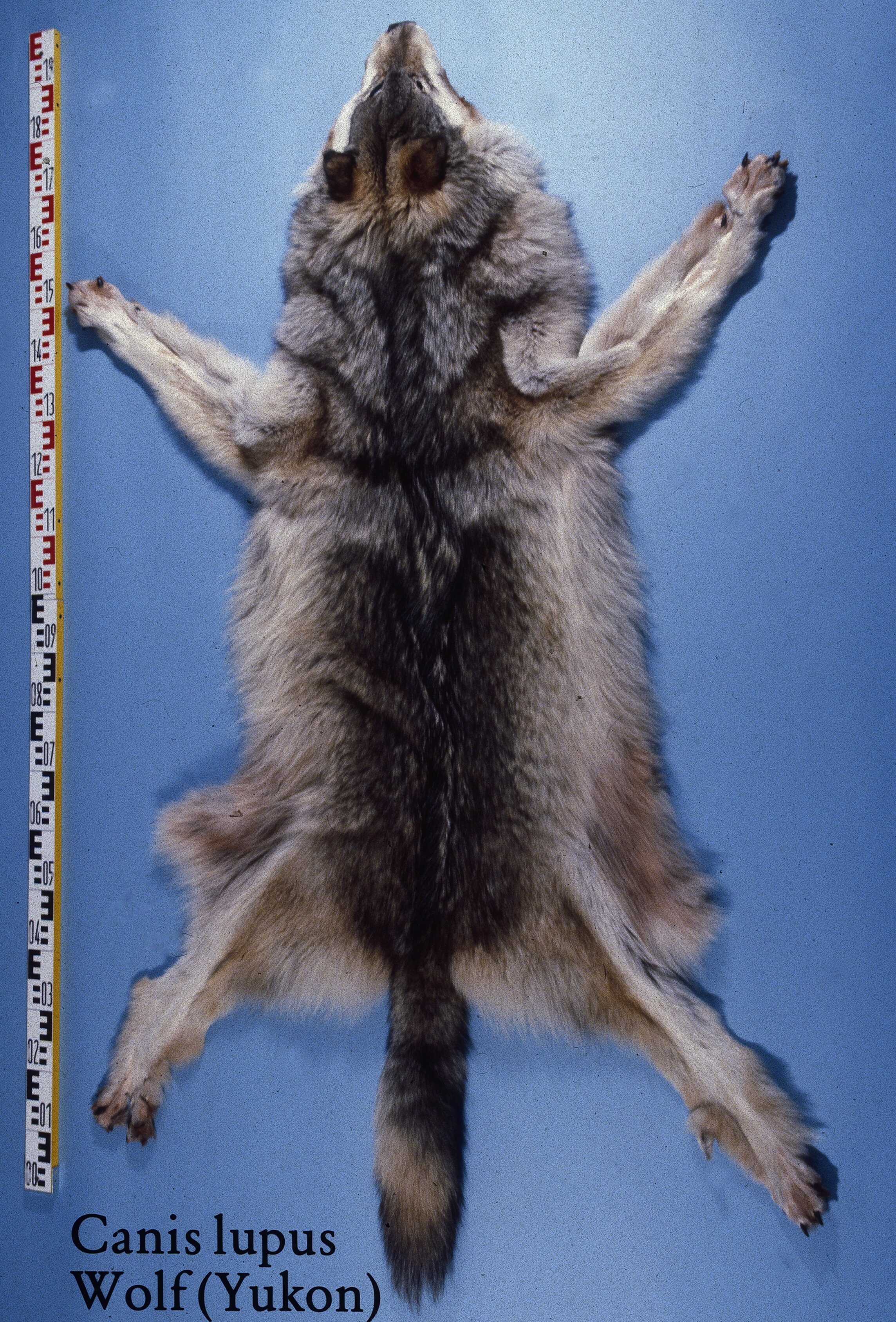
ユーコンオオカミの毛皮